# Alessandro Magnasco

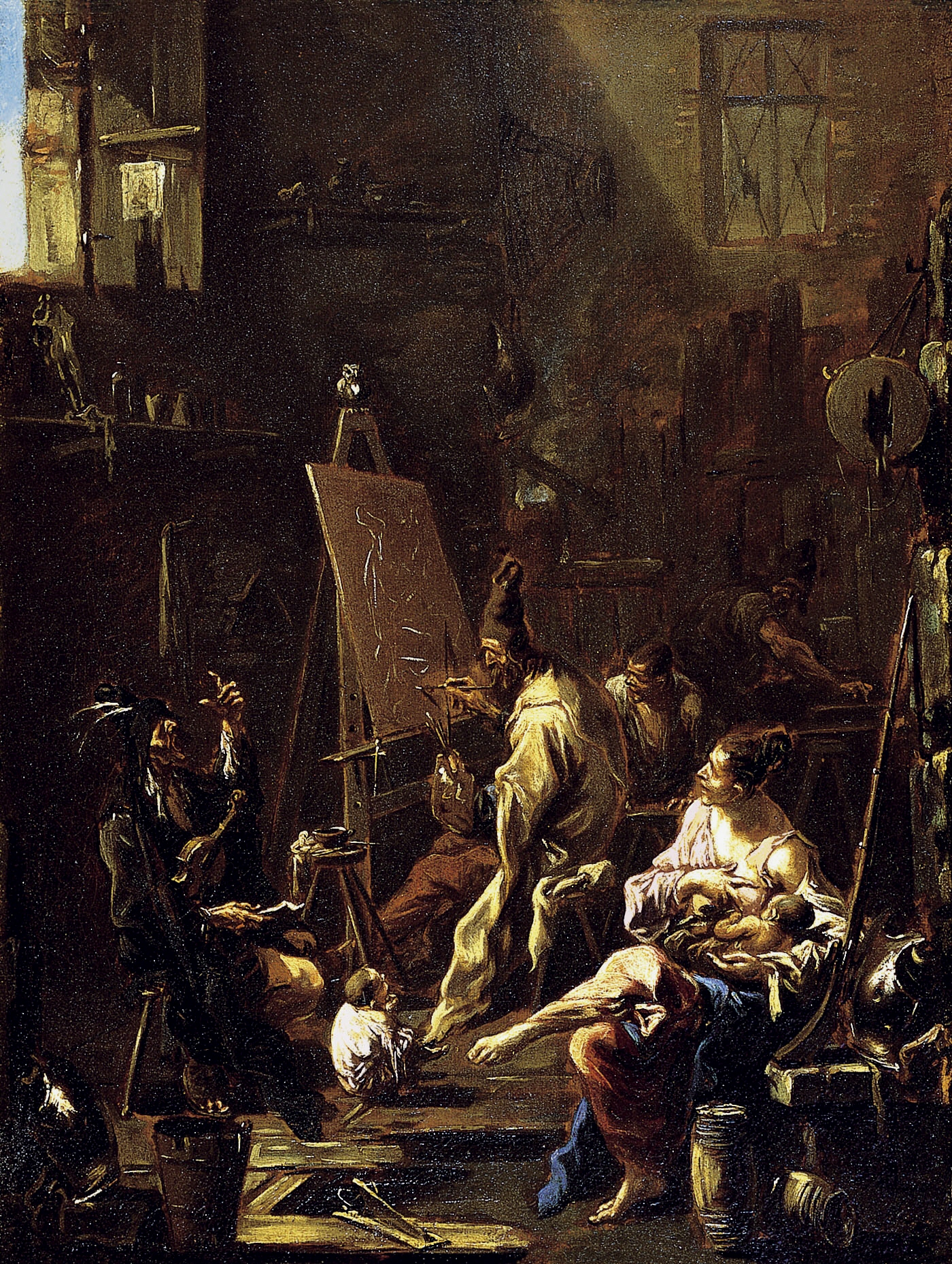
El estudio del pintor, óleo sobre lienzo, 58 x 44 cm. Madrid, Museo de la Real Academia de Bellas Artes de San Fernando.

Alessandro Magnasco, conocido como il Lissandrino por su baja estatura (Génova, 4 de febrero de 1667-Génova, 12 de marzo de 1749), fue un pintor rococó del norte de Italia, célebre por sus escenas de género y paisajes poblados de figuras estilizadas, fantásticas y a menudo fantasmagóricas. Rudolf Wittkower le define como un pintor «solitario, tenso, extraño, místico, extático, grotesco, y sin relación con el curso triunfal de la escuela veneciana» desde 1710 en adelante. Sin embargo, Magnasco encontró mecenas para su obra entre las familias destacadas de su época, incluyendo a los Arese y los Casnedi de Milán.

## Biografía
Nacido en Génova, hijo de un artista menor llamado Stefano Magnasco, discípulo de Valerio Castello, tras la muerte prematura de su padre se trasladó a Milán, donde fue discípulo de Filippo Abbiati (1640-1715). Excepto de 1703 a 1709, años en los que trabajó en Florencia para el gran duque Cosme III, Magnasco permaneció en Milán hasta 1735, cuando regresó a su Génova nativa. Bajo la influencia de su maestro, un muy activo pintor de grandes cuadros de altar, pintó obras como el Éxtasis de san Francisco del Palacio Bianco de Génova, con un sentido penitencial y acusadamente dramático en el contraste de luces y sombras. También es en estos primeros años en los que se localiza su producción de retratos, enteramente opuesta a la suntuosidad del retrato rococó impuesta por la moda retratística francesa.

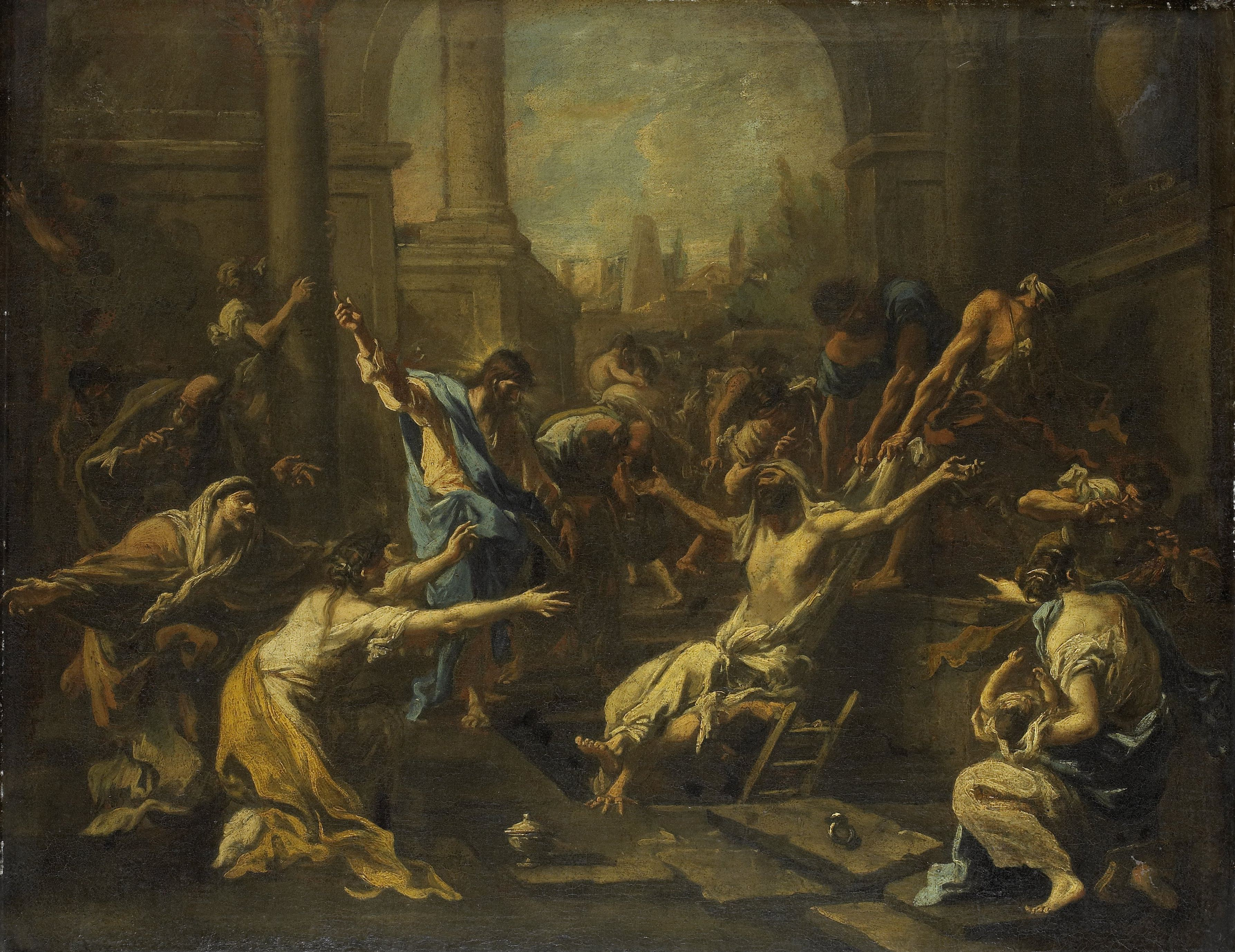
La resurrección de Lázaro, óleo sobre lienzo, 65,5 x 83,5 cm, Ámsterdam, Rijksmuseum.

La primera pintura de género firmada por Magnasco, Reunión de cuáqueros (colección privada), se fecha en 1695. Dos años posterior es la Procesión de capuchinos, en la que pertenecen a Magnasco las figuras agregadas a un amplio paisaje escenográfico pintado por Antonio Francesco Peruzzini, iniciando una fecunda colaboración continuada en 1703, cuando se documenta a ambos trabajando en Florencia al servicio de la corte medicea, y se extiende hasta 1724, año de la muerte de Peruzzini. Buen ejemplo de esa colaboración es el Cristo servido por los ángeles propiedad del Museo del Prado (hacia 1705), en el que Peruzzini hace gala de sus dotes de paisajista y Magnasco añade con su personal estilo las pequeñas figuras nerviosas y ligeramente alargadas al escenario boscoso creado por el primero. O el algo posterior Paisaje con la tentación de Cristo del LACMA, aunque en este caso reducidas las figuras, por sujeción al relato evangélico, a las de Cristo y el demonio. Una colaboración semejante, en la que siempre Magnasco se encargaba de las figuras, estableció en Milán ya en 1698, principalmente con Clemente Spera (1661-1742), un pintor especializado en arquitecturas y ruinas, y con otros pintores paisajistas, como Marco Ricci (1676-1730), presumiblemene discípulo de Peruzzini en Milán, o en Florencia con Crescenzio Onofri (1634-1714).
Después de 1710, Magnasco destacó por la producción de pequeños lienzos en los que sirviéndose de una gama de colores reducida representaba paisajes y ruinas extraños y sombríos, o interiores repletos de figuras pequeñas y alargadas, que representan a menudo a pordioseros lisiados vestidos con harapos, pintados a brochazos nerviosos. Sus motivos, tras abandonar prácticamente el retrato al que se había dedicado en sus primeros años, tratan a menudo temas inusuales, tales como servicios en una sinagoga, reuniones de cuáqueros o de ladrones, catástrofes e interrogatorios inquisitoriales. Sus sentimientos en relación con estos temas no quedan muy claros. 
Luigi Lanzi le describe como el Cerquozzi de su escuela y le coloca así en el círculo de los bambochantes, los pintores, principalmente holandeses activos en Roma, conocidos por su dedicación a las pequeñas pinturas de género. Y añade que estas piezas excéntricas gozaban del favor del gran duque Giovanni Gastone Médicis, pues era más estimado por los extranjeros que por los genoveses: «Su toque grueso, aunque unido a una concepción noble y un correcto dibujo, no era atractivo en Génova, puesto que está lejos del acabado y la unión de tintas que estos maestros seguían».
Autor de abundante producción, en España se encuentra representado en los museos del Prado, con el citado lienzo del refectorio de Cristo, de la Academia de Bellas Artes de San Fernando (El estudio del pintor y Capítulo de monjes, que Théophile Gautier creyó obra del Greco) y Lázaro Galdiano (Ermitaño en el desierto).